# Avantages et défauts d'un personnage de jeu de rôle
 (janvier 2025).
Si vous disposez d'ouvrages ou d'articles de référence ou si vous connaissez des sites web de qualité traitant du thème abordé ici, merci de compléter l'article en donnant les références utiles à sa vérifiabilité et en les liant à la section « Notes et références ».
Dans certains jeux de rôle, la création des personnages a un mécanisme de choix d'avantages et de défauts. Ce mécanisme permet de manière simple d'avoir des personnages « haut en couleur », avec des points forts et des points faibles, plutôt que des personnages « moyens ».
Le mécanisme est un système de crédit et de débit de points — on parle souvent de « points de génération »[réf. nécessaire]. Le joueur dispose d'un crédit initial de points qu'il peut dépenser pour donner des avantages au personnage. Ces avantages peuvent être une augmentation des capacités du personnage (caractéristiques, compétences, résistance physique ou mentale particulière), ou bien des avantages sociaux (relations, argent), des pouvoirs (pouvoirs magiques, psychiques), du matériel, etc.
S'il le désire, le joueur peut attribuer des défauts au personnage afin d'augmenter son crédit de points. De même, les défauts peuvent être une diminution des capacités du personnage, un handicap physique, des limitations (phobie, interdit religieux, nécessité d'obéir à un patron), un handicap social (mauvaise réputation, dette, stigmate, personne à charge), etc.

## Jeux utilisant un système d'avantages et de défauts
- Anima: Beyond Fantasy
- Ars Magica[5]
- Cendres[6]
- D6 System
- DragonDead
- eW-System
- GURPS
- Le Livre des cinq anneaux
- L'Œil noir 4e édition
- les jeux du Monde des Ténèbres et du Monde des Ténèbres 2 (mais les avantages et défauts du MdT 1 sont seulement disponibles via les Player's Handbook, donc des suppléments)
- Savage Worlds
- Pavillon Noir
- Shadowrun 4e édition
- Talislanta
- TMNT et After the Bomb, pour la gestion des mutations (points de bioénergie, Bio-E)
- Dune : Chronicles of the Imperium
- Conspiracy X
- Hellywood
- Metal Adventure
- Sombre